# Destroy Erase Improve
Destroy Erase Improve – drugi album studyjny szwedzkiego zespołu metalowego Meshuggah. Został wydany 25 lipca 1995 roku nakładem wytwórni Nuclear Blast. Album przez fanów i krytyków jest postrzegany jako jeden z najbardziej wpływowych albumów metalowych wydanych w latach 90.
Utwór "Future Breed Machine" jest często grany na koncertach na sam koniec występu. Utwór ten w większości jest grany w dosyć nietypowym dla muzyki rozrywkowej metrum 7/8.

## Lista utworów
Opracowano na podstawie materiału źródłowego.
| Nr  | Tytuł utworu                             | Słowa       | Muzyka                              | Długość |
| --- | ---------------------------------------- | ----------- | ----------------------------------- | ------- |
| 1.  | „Future Breed Machine”                   | Tomas Haake | Fredrik Thordendal                  | 5:48    |
| 2.  | „Beneath”                                | Tomas Haake | Fredrik Thordendal                  | 5:07    |
| 3.  | „Soul Burn”                              | Tomas Haake | Fredrik Thordendal, Tomas Haake     | 5:17    |
| 4.  | „Transfixion”                            | Tomas Haake | Fredrik Thordendal, Mårten Hagström | 3:33    |
| 5.  | „Vanished”                               | Tomas Haake | Fredrik Thordendal                  | 5:04    |
| 6.  | „Acrid Placidity” (utwór instrumentalny) |             | Mårten Hagström                     | 3:15    |
| 7.  | „Inside What's Within Behind”            | Tomas Haake | Fredrik Thordendal, Jens Kidman     | 4:30    |
| 8.  | „Terminal Illusions”                     | Jens Kidman | Fredrik Thordendal                  | 3:47    |
| 9.  | „Suffer in Truth”                        | Jens Kidman | Jens Kidman                         | 4:19    |
| 10. | „Sublevels”                              | Tomas Haake | Fredrik Thordendal                  | 5:14    |
| 11. | „Humiliative” (utwór dodatkowy)          | Tomas Haake | Fredrik Thordendal, Jens Kidman     | 5:15    |
| 12. | „Ritual” (utwór dodatkowy)               | Jens Kidman | Jens Kidman                         | 6:15    |
| 13. | „Gods of Rapture” (utwór dodatkowy)      | Tomas Haake | Fredrik Thordendal                  | 4:55    |
|     |                                          |             |                                     | 1:02:19 |

## Twórcy
Opracowano na podstawie materiału źródłowego.

- Tomas Haake – perkusja
- Jens Kidman – śpiew
- Fredrik Thordendal – gitara, syntezator
- Mårten Hagström – gitara rytmiczna
- Peter Nordin – gitara basowa
- Danne Bergstrand, Fredrik Thordendal – miksowanie
- Danne Bergstrand – dźwiękowiec
- Meshuggah, Danne Bergstrand – producenci
- Stefan Gillbald – okładka